# Оккервиль (муниципальный округ)
Оккерви́ль — муниципальный округ (№ 56) в составе Невского района Санкт-Петербурга. Территория округа относится к историческому району Весёлый Посёлок.

## История
Название округа происходит от названия реки Оккервиль, русло которой проходит по территории округа.
Округ граничит с муниципальными образованиями № 54, Невский округ, округ Правобережный. Граница округа проходит от улицы Коллонтай по границе со Всеволожским районом Ленинградской области до улицы Дыбенко, где граничит с городом Кудрово, далее по оси улицы Дыбенко до проспекта Большевиков, затем по оси проспекта Большевиков до улицы Коллонтай и по оси улицы Коллонтай до границы с Ленинградской областью.
На территории округа находятся:
- 15 детских дошкольных учреждений
- 7 школ
- Детская библиотека с читальным залом
- 4 подростковых клуба
- 3 амбулаторно-поликлинических учреждения
- Отделы полиции № 70 и № 23
- Социально-культурный центр «Буревестник» Архивная копия от 23 мая 2010 на Wayback Machine
- Парк имени Есенина.

На территории округа через реку Оккервиль переброшено девять мостов, семь из них имеют собственные названия:
- мост Дыбенко
- Товарищеский мост
- мост Подвойского
- Порховский мост (пешеходный)[2]
- Карвильский мост[2]
- Лезьинский мост (пешеходный)[2]
- мост Коллонтай

Должность главы муниципального образования занимает Голынский Олег Вадимович. Глава местной администрации — Ефименко Денис Алексеевич.  
Администрация муниципального округа расположена по адресу: ул. Коллонтай, 41, к. 1.
Администрацией МО Оккервиль также выпускается газета «На девяти мостах».

## Население
| 2002    | 2010    | 2012    | 2013    | 2014    | 2015    | 2016    |
| ------- | ------- | ------- | ------- | ------- | ------- | ------- |
| 55 078  | ↗60 564 | ↗61 191 | ↗61 982 | ↗63 006 | ↗63 900 | ↗64 873 |
| 2017    | 2018    | 2019    | 2020    | 2021    | 2023    | 2025    |
| ↗65 267 | ↗66 067 | ↗66 856 | ↗67 659 | ↘62 218 | ↘62 118 | ↗62 501 |

## Геральдика
На щите на лазоревом поле с такой же многократно пересеченной серебряными волнистыми нитями оконечностью и отвлеченным боковиком в цвет поля, сплошь покрытым золотыми березовыми ветвями с такими же листьями и сережками, заходящем на оконечность — золотой всадник в европейской одежде XVII века (шляпе, плаще, сапогах) и кирасе на идущем золотом коне.
Обоснование символики: золотой всадник в европейской одежде XVII в. олицетворяет местную топонимику. Название реки — Оккервиль по одной из версий появилось в XVII в. по фамилии шведского полковника Оккервиля, имевшего поблизости на берегу мызу. Отвлеченный боковик в цвет поля, сплошь покрытый березовыми ветвями с листьями и сережками символизирует расположение на территории парка Есенина.
Золото — верховенство, величие, слава, интеллект, постоянство, справедливость, добродетель, верность, уважение, великолепие. Серебро — совершенство, простота, правдивость, благородство, чистота помыслов, невинность, непорочность. Лазурь —знания, истина, слава, честь, верность, искренность, честность, безупречность.